# Gunnsteinsfell
Gunnsteinsfell är ett berg i republiken Island. Det ligger i regionen Austurland, 300 km öster om huvudstaden Reykjavík. Toppen på Gunnsteinsfell är 773 meter över havet.
Trakten runt Gunnsteinsfell är nära nog obefolkad, med mindre än två invånare per kvadratkilometer. Det finns inga samhällen i närheten. Trakten runt Gunnsteinsfell består i huvudsak av gräsmarker.